# Nisoldipin
Nisoldipin (INN) ist ein Dihydropyridinderivat. Es wird in der Medizin als blutdrucksenkendes Mittel und zur Therapie der koronaren Herzkrankheit verwendet.

## Art und Dauer der Wirkung
Nisoldipin wird zur Behandlung von essentieller Hypertonie und Angina Pectoris eingesetzt. Es sorgt bei Angina Pectoris für eine Reduktion der Anfälle um 67 %. Es handelt sich hierbei um einen Calcium-Kanal-Blocker vom Dihydropyridin-Typ. Die Wirkung ist im Vergleich zu Nifedipin schwächer.
Die Halbwertszeit im Körper beträgt zwischen 10 und 15 Stunden. Nach intravenöser Verabreichung beträgt die Eliminationshalbwertszeit vier Stunden. Die Eliminationszeit wird durch eine Leberzirrhose deutlich erhöht.

## Verteilung im Körper
Die Aufnahme geschieht oral oder intravenös. Das Nisoldipin wird dann fast vollständig umgesetzt und die entstandenen Metaboliten werden zu 90 % im Urin entsorgt. Es können Rückstände von ca. 0,1 % der Ursprungssubstanz im Urin gefunden werden.

## Wechselwirkungen
Grapefruitsaft und Cimetidin hemmen den Metabolismus von Nisoldipin. Darüber hinaus führt fettiges Essen zu einer Erhöhung der maximalen Konzentration im Plasma, welches vermieden werden kann, indem die Arznei eine halbe Stunde vor dem Essen genommen wird.

## Stereochemie
Nisoldipin enthält ein Stereozentrum und besteht aus zwei Enantiomeren. Hierbei handelt es sich um ein Racemat, also um ein 1:1-Gemisch aus (R)- und (S)-Form:
| Enantiomere von Nisoldipin | Enantiomere von Nisoldipin |
| -------------------------- | -------------------------- |
| (R)-Nisoldipin             | (S)-Nisoldipin             |